# Księgarstwo

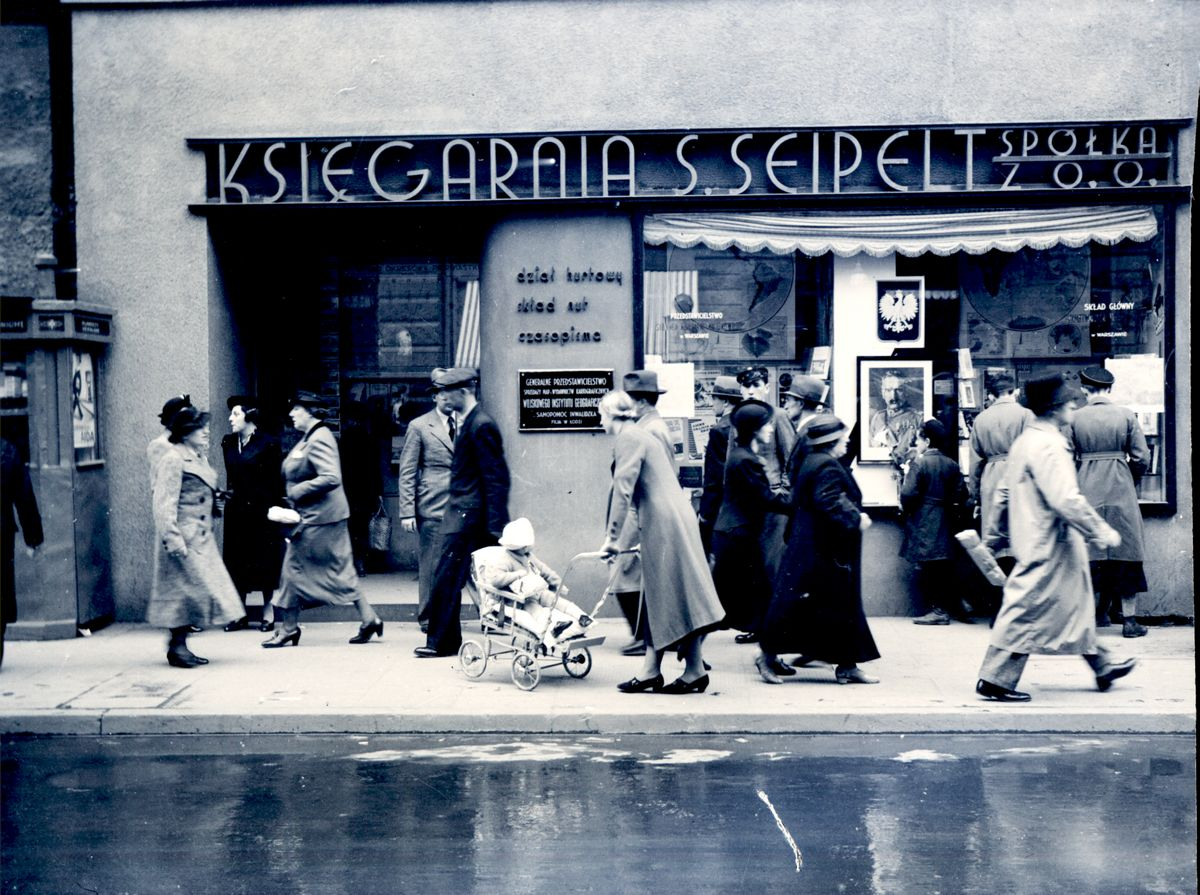
Księgarnia S. Seipelt, Łódź, 1935

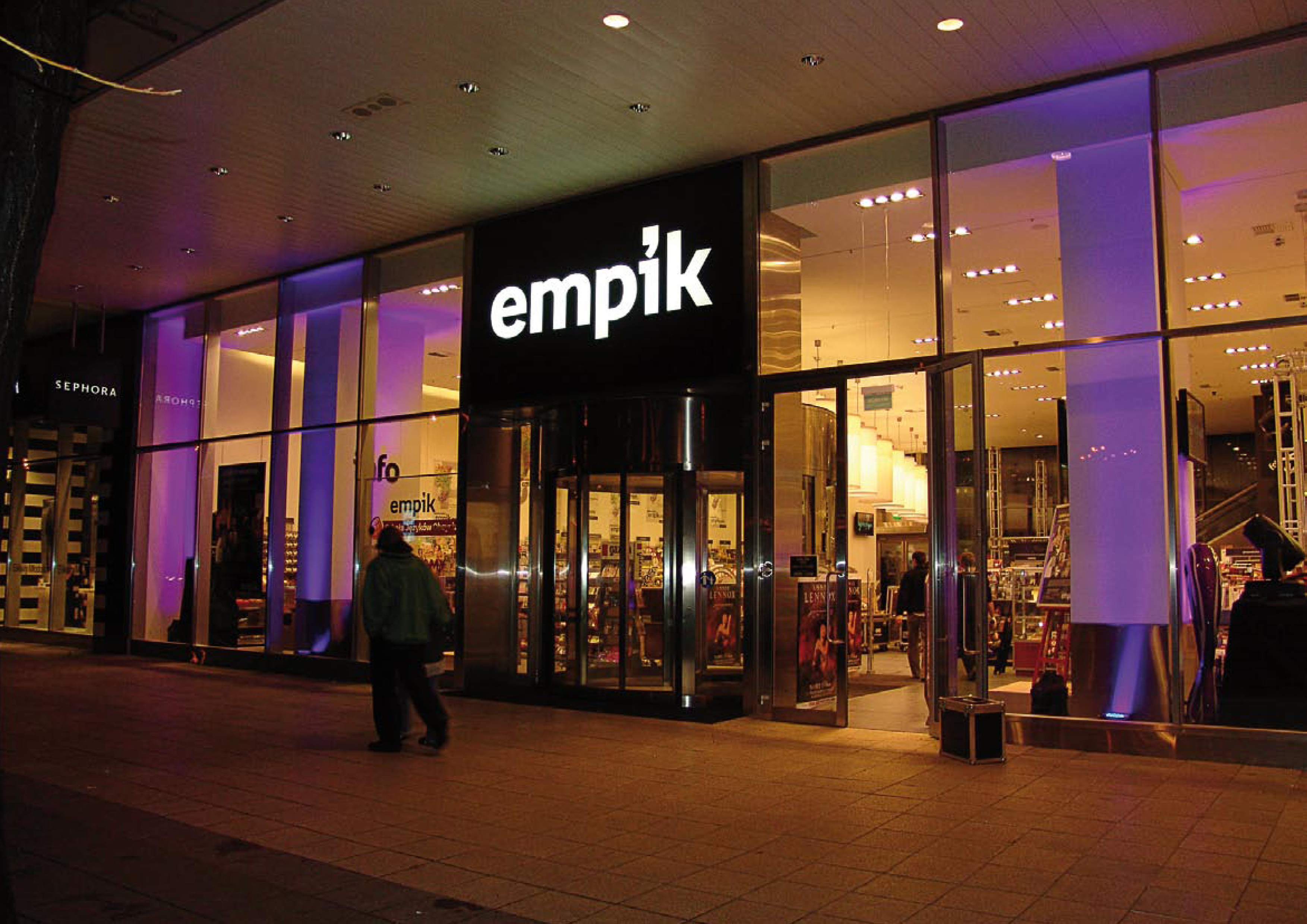
Księgarnia Empik, Warszawa, 2009

Księgarstwo – działalność gospodarcza polegająca na rozpowszechnianiu książek zgodnie z programem wydawniczym dzięki sieci księgarń.
Termin „księgarstwo” występuje w dwóch znaczeniach:
1. W powszechnym rozumieniu[1] oznacza ogół czynności mających na celu gromadzenie asortymentu książek, także map, rycin, nut czy płyt i kaset z nagraniami i oferowanie go klientom. Charakterystyczną cechą księgarstwa jest fakt, że prowadzi jednocześnie działalność handlową wymagającą stosowania rachunku ekonomicznego, czyli zasad racjonalnego gospodarowania oraz działalność kulturalną, udostępniającą dzieła naukowe, popularnonaukowe, zawodowe i literackie. Tym samym przyczynia się do rozszerzenia uczestnictwa społeczeństwa w kulturze.
2. Księgarstwem nazywa się również dyscyplinę w obrębie nauki o książce (bibliologia). Potrzeba ukształtowania tego działu nauki wynikła z konieczności kształcenia pracowników księgarstwa, stałego podwyższania ich kwalifikacji[potrzebny przypis].

Rozróżnia się:
1. Księgarstwo nakładowe lub wydawnicze – księgarze-nakładcy prowadzili działalność wydawniczą w swojej firmie lub zlecali druk; księgarz miał na składzie tylko własne książki.
2. Księgarstwo asortymentowe (od XVIII wieku) – charakteryzuje się tym, że na składzie księgarza asortymentowego są książki wielu wydawców, często wzięte w komis. Współcześnie prawie każda księgarnia ma charakter asortymentowej (prócz księgarni wydawnictw)[2]. W zależności od formy pracy rozróżnia się: komis (zakup książek z prawem zwrotu), księgarstwo antykwaryczne (sprzedaż książki dawnej i wyczerpanej), kolportaż (bezpośrednie rozprowadzania książek w środowiskach oddalonych od księgarń)[2].

## Księgarstwo w Polsce podczas II wojny światowej
W latach 1939–1945 podczas niemieckiej okupacji zlikwidowano wiele księgarń – przede wszystkim te należące do Żydów. Te które pozostały musiały mieć koncesję i były nękane kontrolami, mającymi na celu wyeliminowanie książek zakazanych w tym podręczników szkolnych. Dzięki patriotycznej postawie księgarzy, działalności konspiracyjnej Tymczasowej Komisji Porozumiewawczej Organizacji Księgarskich (w połowie 1943 przemianowanej na Tymczasową Radę Księgarstwa Polskiego), udało się ocalić i rozprzedać wiele książek zakazanych, w tym wydawnictwa konspiracyjne.
O skali rabunku i zniszczenia polskich książek mowa jest w artykule Grabież polskich dóbr kultury w czasie II wojny światowej.